# Vdara
Vdara, często określany jako Vdara Hotel and Spa – superluksusowy hotel o charakterze wspólnoty mieszkaniowej oraz spa, położony przy bulwarze Las Vegas Strip w Paradise, w stanie Nevada. Wchodzi w skład wielkiego kompleksu urbanistycznego CityCenter, będącego własnością korporacji MGM Resorts International. Budynek o wysokości 176 metrów składa się z 57 pięter, na których położonych jest 1495 apartamentów o powierzchniach od 48,9 m² do 163 m².
14 września 2009 roku Vdara został uhonorowany nagrodą LEED Gold, najwyższym wyróżnieniem LEED, przyznawanym obiektom szczególnie dbającym o środowisko.
W 2010 roku Vadara otrzymał prestiżową nagrodę Czterech Diamentów AAA.

## Historia
Głównym architektem zewnętrznych elementów budynku był Rafaela Viñoly'ego z RV Architecture LLC, natomiast za projekty, planowanie i architekturę wnętrz odpowiadał nowojorski oddział BBGM, kierowany przez Tony’ego Machado. Vdara była pierwszą wybudowaną wieżą kompleksu CityCenter i została otwarta 1 grudnia 2009 roku.
Vdara reprezentuje nową generację hoteli przy Las Vegas Strip, które budowane są bez określonego stylu tematycznego. Zamiast tego, w założeniu mają spełniać funkcję klasycznych luksusowych obiektów wypoczynkowo-rozrywkowych.
Wszystkie z 1495 apartamentów w budynku posiadają prywatne kuchnie; większość z nich wyposażona jest również w pralki oraz suszarki do ubrań.
Nazwa obiektu wymyślona została przez jego architektów; „V” oznacza „Vegas”. natomiast „ara” stanowi odniesienie do innych hoteli butikowych, wśród których były Aviara i Vicara.

## Galeria

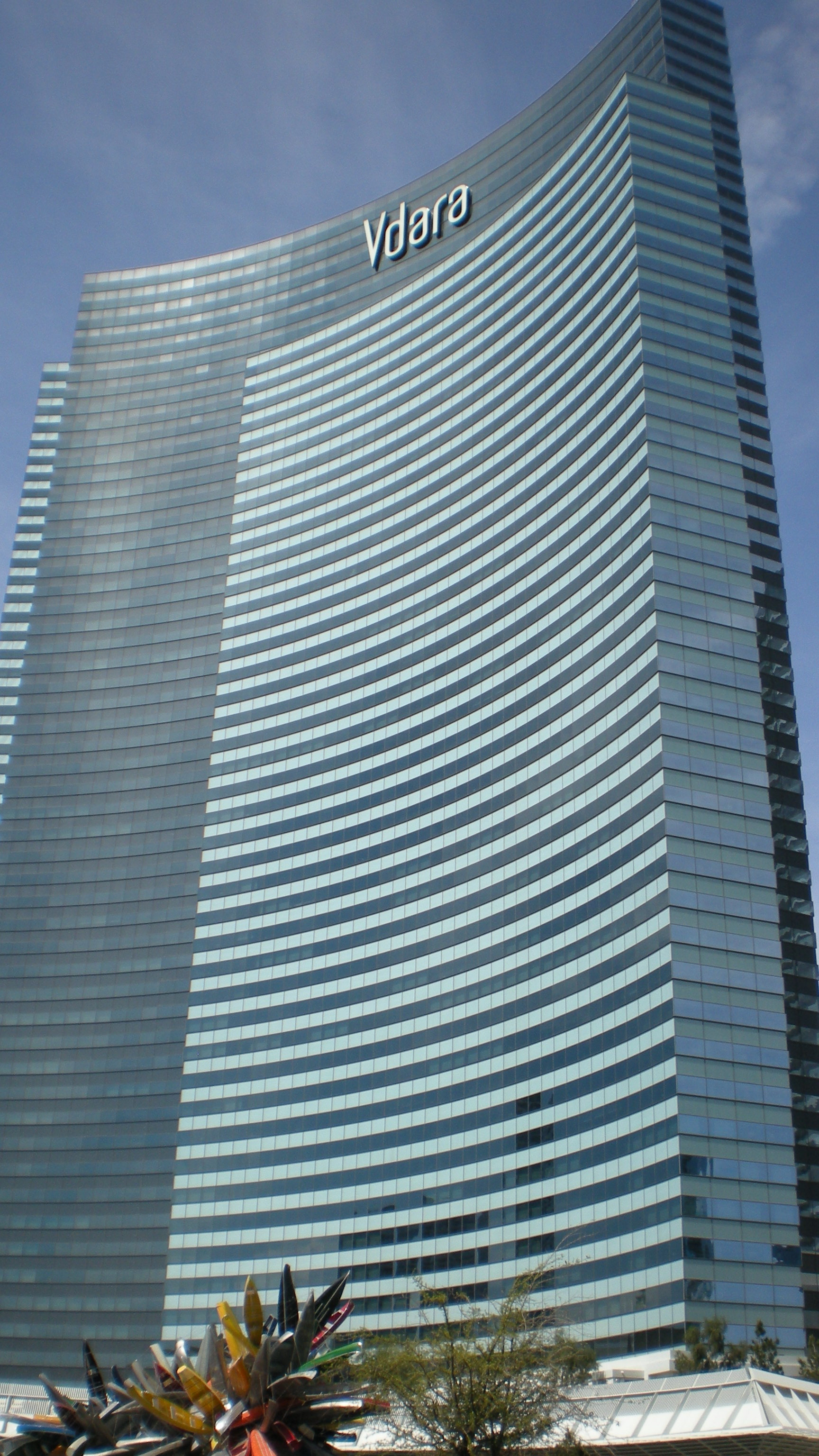
Vdara widziany z dołu
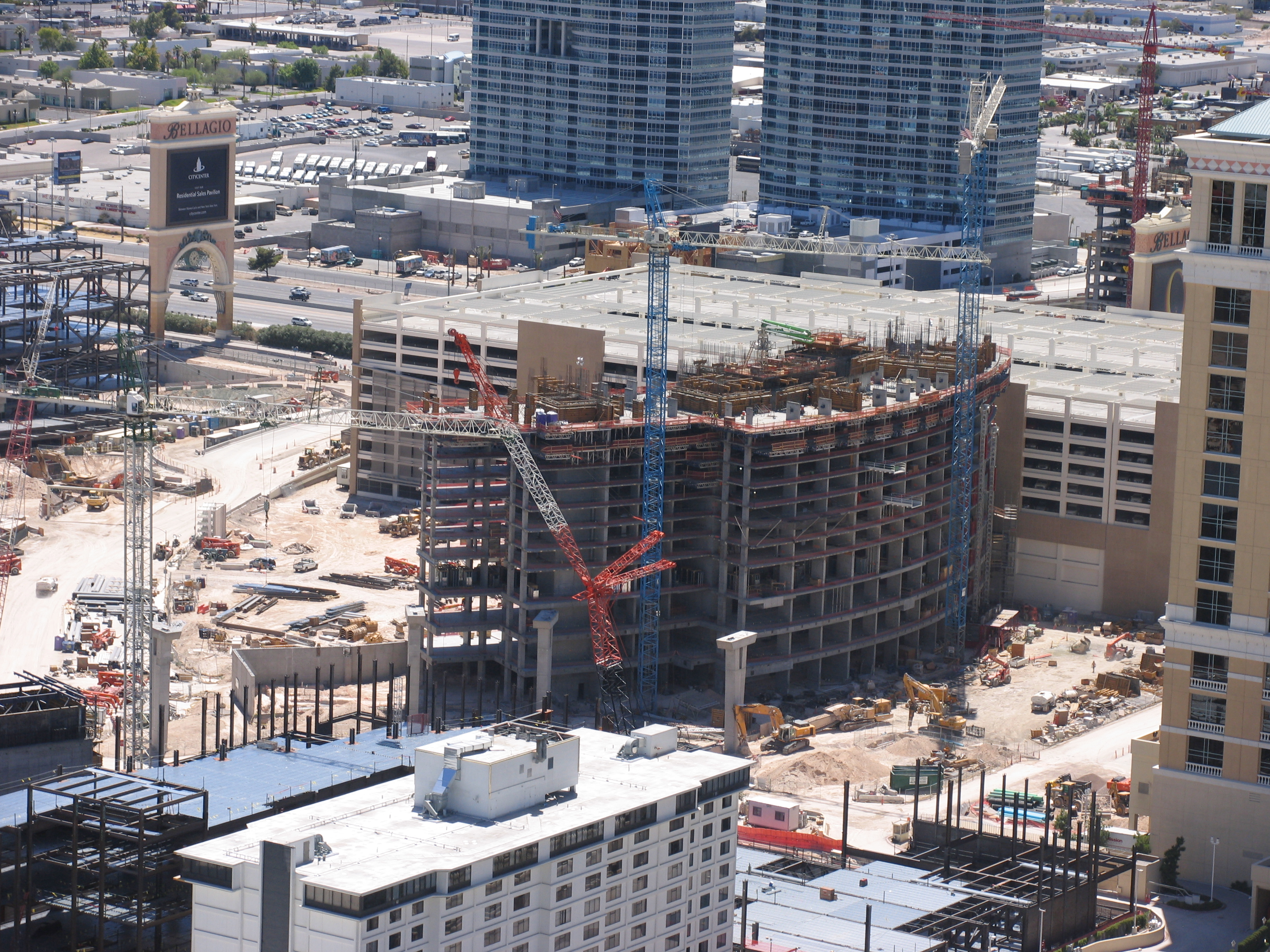
Vdara w fazie konstrukcji, w czerwcu 2007 roku